# Episodi di 3 libbre
La prima e unica stagione della serie televisiva 3 libbre, composta da 8b episodi, è stata trasmessa negli Stati Uniti sul canale CBS dal 14 novembre 2006.
In Italia è andata in onda su Fox dal 7 maggio 2008.
| nº | Titolo originale | Titolo italiano              | Prima TV USA     | Prima TV Italia |
| -- | ---------------- | ---------------------------- | ---------------- | --------------- |
| 1  | Lost For Words   | Parole perdute               | 14 novembre 2006 | 7 maggio 2008   |
| 2  | Of Two Minds     | La scelta di Kate            | 21 novembre 2006 |                 |
| 3  | Heart Stopping   | Alto rischio                 | 28 novembre 2006 |                 |
| 4  | Disarming        | Traumi di guerra             | 10 ottobre 2008  |                 |
| 5  | The God Spot     | Malattia sacra               | 17 ottobre 2008  |                 |
| 6  | Bad Boys         | Cattivi ragazzi              | 24 ottobre 2008  |                 |
| 7  | The Cutting Edge | La prosecuzione della specie | 31 ottobre 2008  |                 |
| 8  | Plugged In       | Attaccato alla spina         | 7 novembre 2008  |                 |

## Parole perdute
- Titolo originale: Lost for Words
- Diretto da: Davis Guggenheim
- Scritto da: Peter Ocko

### Trama
Una violinista, durante un concerto con la madre e una sedia vuota per la sorella gemella scomparsa, all'improvviso perde il controllo della mano e rovina a terra. Una volta all'ospedale si scopre che ha un tumore e il dottor Hanson, dopo una mappatura cerebrale, vorrebbe operare ma la madre non si fida: ha già perso una figlia sotto i ferri chirurgici.
Un collega propone la radioterapia ma ciò comporta anche importanti rischi collaterali. Il dottor Jonathan Seger, rendendosi conto che il collega scredita il dottor Hanson pur di annoverare un paziente in più nei suoi successi, corre dalla madre a spiegarle perché il dottor Hanson rimane l'alternativa migliore.
- Diagnosi finale: tumore cerebrale

## La scelta di Kate
- Titolo originale: Of Two Minds
- Diretto da: Arlene Sanford
- Scritto da: Davey Holmes

### Trama
Hanson e il suo staff hanno a che fare con una donna incinta con un tumore cerebrale. Hanson vorrebbe iniziare un trattamento che porterebbe alla morte del bambino, ma la paziente non è d'accordo. Rifiutando le radiazioni, Hanson cerca di eliminare per sempre gli attacchi epilettici tramite una lobotomia. Dopo l'intervento, però, emerge la personalità dell'emisfero destro. Nel frattempo il dottor Seger rimuoverà una pallottola dal cranio di un assassino, scoprendo però un particolare che potrebbe esser la ragione scatenante della sua violenza.
- Diagnosi finale: tumore, pressione intracranica

## Alto rischio
- Titolo originale: Heart-Stopping
- Diretto da: John David Coles
- Scritto da: Scott Kaufer

### Trama
Una donna operata 3 anni fa da Hanson a causa di un aneurisma soffre nuovamente di visione sdoppiata. Dopo alcuni test si scopre un nuovo aneurisma ma l'intervento è molto pericoloso: la possibilità di riuscita è del 20%. La paziente decide di provare il tutto per tutto ma il fratello interviene, ostacolando in ogni modo l'intervento (che riuscirà senza ulteriori complicanze).
Adrianne perde follemente la testa per un professore di astronomia incapace di riconoscere i volti completi.
- Diagnosi finale: aneurisma, prosopagnosia

## Traumi di guerra
- Titolo originale: Disarming
- Diretto da: Nicole Kassell
- Scritto da: Peter Ocko

### Trama
Un soldato rientrato dall'Iraq soffre di allucinazioni e paralisi al braccio sinistro; la cosa peggiore è che l'uomo non lo riconosce come proprio, pensa che sia il braccio di un suo compagno trapiantato. La causa è una scheggia residua da un precedente intervento.
In concomitanza troviamo una donna con uno spiccato senso dell'umorismo, ma purtroppo non è farina del suo sacco: un tumore danneggia i freni inibitori, rendendola una persona più umana rispetto al pre-malattia.
- Diagnosi finale: scheggia residua, tumore.
- Nota. Nel corso dell'episodio i dottori si riferiscono ai sintomi dell'anosoagnosia (appunto non riconoscere una parte del proprio corpo come propria) parlando di "delusione". questo sembra un errore della traduzione in italiano, in quanto il termine inglese "delusion" correttamente in italiano corrisponde a delirio.

## Malattia sacra
- Titolo originale: The God Spot
- Diretto da: John Fortenberry
- Scritto da: Jessica Ball

### Trama
Erica Lund è una bambina dodicenne con frequenti attacchi epilettici. Il dottor Hanson vorrebbe operarla ma lei non vuole perdere i suoi momenti con Dio; servirà dunque un'opera di convincimento. Intanto un uomo al suo risveglio, avendo i suoi freni inibitori praticamente inibiti, confessa alla moglie la sua omosessualità. Guest star dell'episodio Isaiah Bermudez.
- Diagnosi finale: epilessia

## Cattivi ragazzi
- Titolo originale: Bad Boys
- Diretto da: Sanford Bookstaver
- Scritto da:

### Trama
Un ragazzo ha un incidente in moto mentre va a trovar la sua ragazza: entra in coma. Dopo una serie di test si scopre che risponde alla voce della sua ragazza, così Adrienne pensa di poterlo far uscire dalla sua condizione vegetativa: la madre le si scaglia contro ma crolla a terra svenuta. Entrambi sono affetti da una rara malattia ereditaria, la Moyamoya: una ramificazione di vasi creata dal cervello a causa di un'ostruzione all'arteria principale.
Nell'episodio s'indaga nella vita di Douglas: vediamo sua figlia e scopriamo che la madre vuol cambiare casa.
- Diagnosi finale: Moyamoya

## La prosecuzione della specie
- Titolo originale: The Cutting Edge
- Diretto da: Ken Girotti
- Scritto da: Matt McGuinness

### Trama
Una donna pensa d'esser incinta ma in realtà si tratta di un tumore alla ghiandola pituitaria. Dopo aver tradito il coniuge con un altro uomo, il marito la perdona e vuole riprovare ad avere un figlio con lei.
Hanson deve operare la sua mentore, una dottoressa così famosa da dare il nome ad una clip chirurgica. L'intervento è molto rischioso, la zona è circondata da tantissime fibre e il chirurgo vuole rinunciare: la donna lo sprona a tentare, tutto sembra andare per il meglio ma una complicanza ostacola la buona riuscita dell'intervento.
- Diagnosi finale: tumore alla ghiandola pituitaria

## Attaccato alla spina
- Titolo originale: Plugged In
- Diretto da: Ken Girotti
- Scritto da: Davey Holmes

### Trama
Hanson decide di inserire elettrodi stimolatori nel cervello di un paziente: la stimolazione elettrica curerà la sua depressione ma il figlio è diffidente e le cose non andranno come previsto.
- Diagnosi finale: depressione neurologica